# Blumenthal (Holstein)
Blumenthal település Németországban, Schleswig-Holstein tartományban. Lakosainak száma 671 fő (2023. december 31.).

## Népesség
A település népességének változása:
| Lakosok száma | 558  | 688  | 710  | 693  | 671  | 665  | 671  |
|               | 1975 | 2014 | 2017 | 2019 | 2021 | 2022 | 2023 |